# معهد جوته

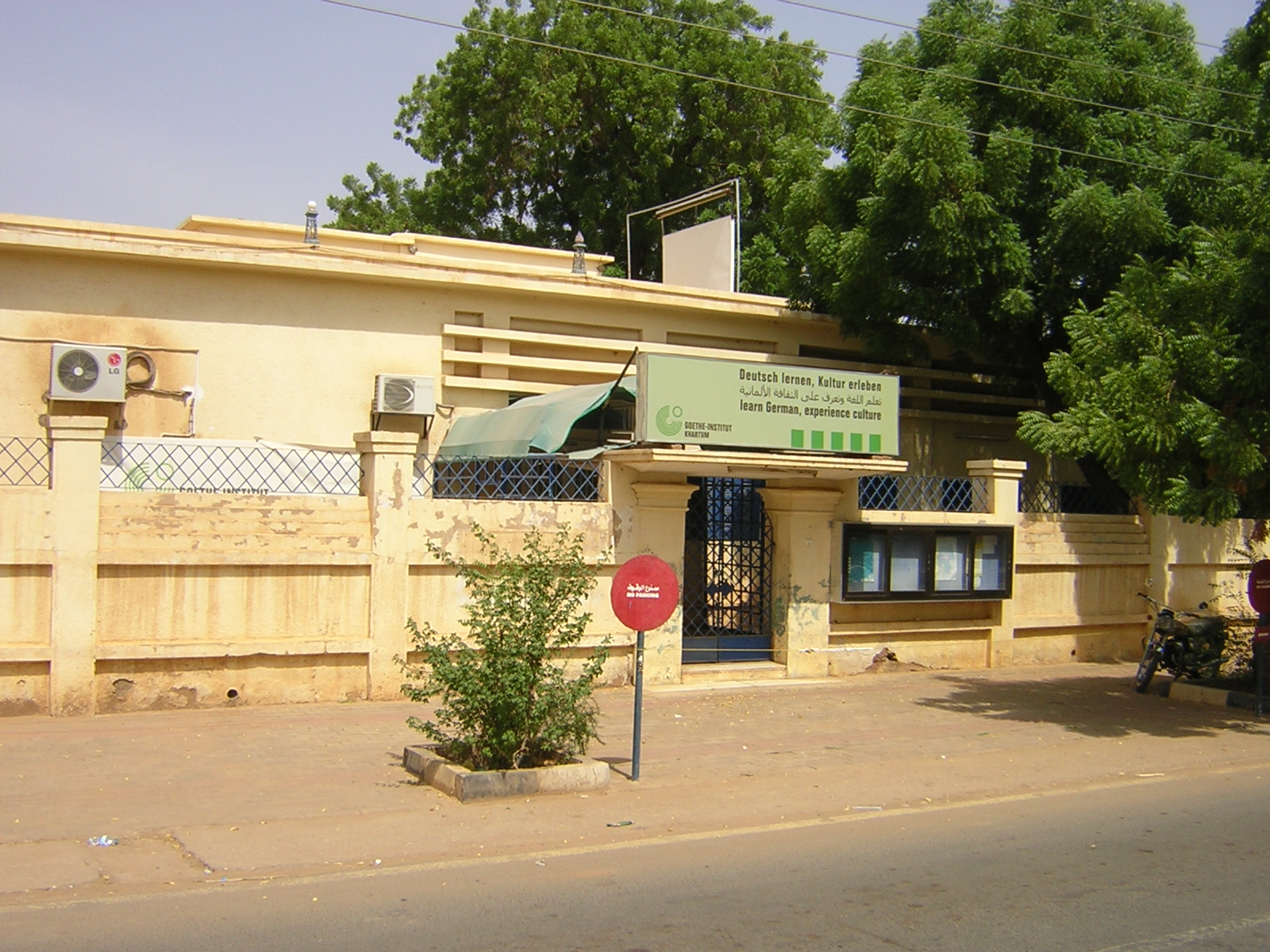
معهد غوته بالخرطوم.

معهد جوته أو معهد غوته (بالألمانية: Goethe-Institut) معهد ثقافي ألماني أنشئ في عام 1951 وسمي بهذا الاسم نسبة إلى الأديب الألماني الشهير يوهان غوته. وكان من بين واجباتهِ الأولى تدريس أساتذة اللغة الألمانيّة من بلاد أخرى. يمثل الآن معهد غوته جمهورية ألمانيا ثقافيّاً في 80 بلد مع 144 معهد. وفي عام 2005 (سنة 1426هجرية)، عمل 3049 شخص في معهد غوته. والأكثرية منهم (2328) يعملون في مراكز معهد غوته التي توجد خارج بلد ألمانيا. ومنهم، 321 شخصاً ألماني الجنسية فقط. والبقية هم الموظّفون المحليّون. ويقع مقره الرئيسي في ميونخ.

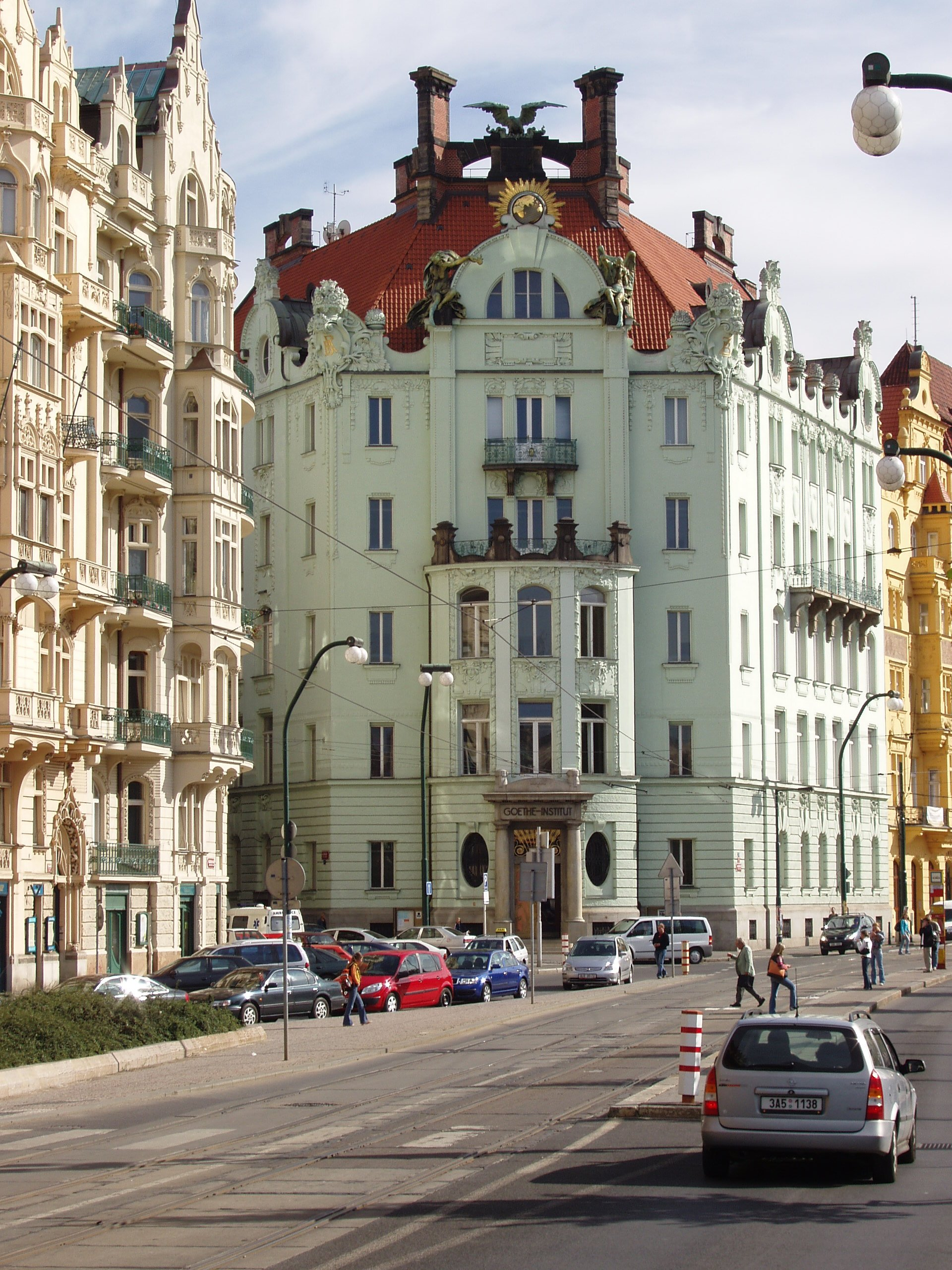
فرع معهد غوته في براغ

## من خدماته
تدريس أساتذة اللغة الألمانيّة وكذلك تدريس اللغة الألمانيّة للطلبة وبناء الجسور الثقافيّة وتمثيل ألمانيا في العالم وترجمة كتب ألمانيّة إلى لغات أخرى والسفر بفنانين ألمان إلى بلاد أخرى وبالعكس. وللطلاب الممتازين، يعرض معهد غوته منحاً للسفر إلى أحد من مراكز معهد غوته في ألمانيا للدراسة هناك باللغة الألمانيّة.

## في العالم العربيّ
يوجد معهد غوته في القاهرة والإسكندرية في مصر وفي دمشق في سورية وفي رام الله في فلسطين وفي بيروت في لبنان وفي عمان في الأردن وفي مدينة الجزائر في الجزائر وفي الرباط والدار البيضاء وطنجة في المغرب وفي المملكة العربية السعودية في الرياض وجدةوفي تونس وفي ليبيا في بلد تونس وفي أبوظبي في الإمارات العربية المتحدة وفي الخرطوم. وينشر معهد غوته مجلة باللغة العربيّة باسم «فكر وفنّ» وله صفحة بالإنترنت باسم «لي-لك» لأجل الصلات بين الشبّاب الألمان والشبّاب العرب.

## وصلات خارجية
باللغة الألمانيّة والإنجليزيّة:

باللغة العربيّة:
- صفحة «لي-لك»
- معهد غوته في القاهرة/الإسكندرية)
- (صفحة معهد غوته في عمان)